# Jerzy I (prawosławny patriarcha Antiochii)
Jerzy I – chalcedoński patriarcha Antiochii w latach 640–656.